# Berthold von Henneberg
Pour les articles homonymes, voir Henneberg.
Bertold von Henneberg-Römhild (1442 - 21 décembre 1504), est archevêque de Mayence et prince-électeur du Saint-Empire.

## Biographie

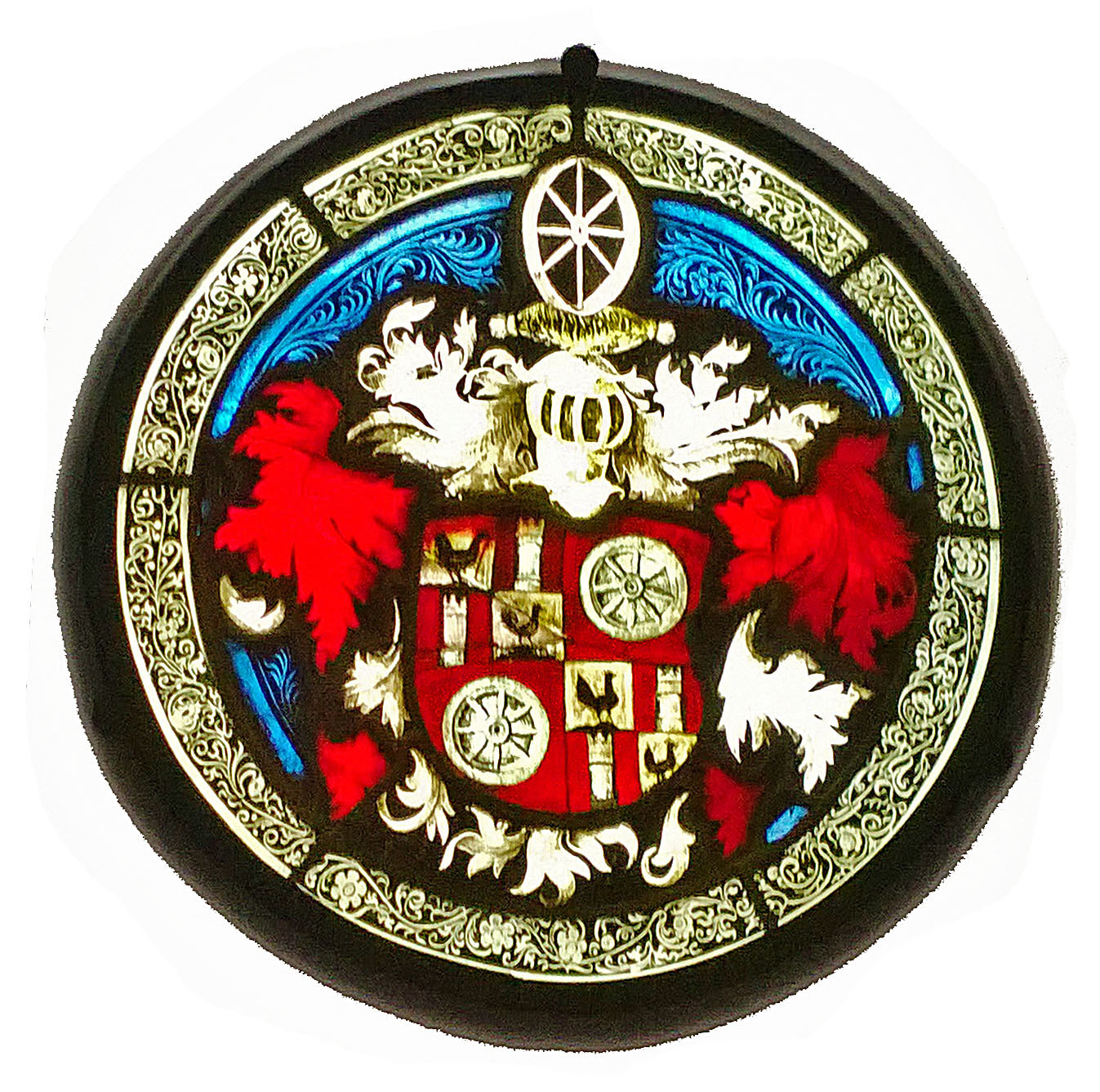
Blason de Berthold von Henneberg, aujourd'hui musée régional de la Hesse

Fils de Georges, comte de Henneberg, Berthold von Henneberg embrasse une carrière ecclésiastique et est nommé archevêque de Mayence en 1484 après avoir franchi les échelons inférieurs. Il reçoit l’ordination le 20 mai 1484 de Jean de Dalberg.
Il semble avoir été un fervent partisan de la loi et de l'ordre, un ennemi des abus du clergé et un administrateur prudent de son diocèse. Immédiatement après sa nomination, il s'engage activement dans la politique impériale et travaille beaucoup, en 1486, à l'élection de Maximilien Ier au trône impérial.
Toutefois, son œuvre majeure est d'avoir été un avocat des réformes administratives en Allemagne. Il amène cette question devant la diète déjà du temps de Frédéric III. Lorsque Maximilien devient empereur, il est nommé chancelier et devient alors le leader du parti voulant réformer l'Empire lors de la diète de Worms en 1495. Ses propositions n'aboutissent pas, mais il continue à se battre dans toute une série de diètes et prie les Allemands de s'inspirer de l'union des cantons suisses.
Il remporte une victoire temporaire à la diète d'Augsbourg, en 1500, lorsqu'elle décide d'établir un Conseil de Régence (Reichsregiment). En 1502, il persuade les Électeurs de s'unir pour renforcer les réformes de 1495 et 1500.